# Geodia cidaris
Espèce
Synonymes
Alcyonium cidaris Lamarck, 1815
Geodia cidaris est une espèce d'éponges de la famille des Geodiidae.

## Taxonomie
L'espèce est décrite par Jean-Baptiste de Lamarck en 1815 sous le nom de Alcyonium cidaris et en français sous le nom de Alcyon turban. Émile Topsent suggère le transfert vers le genre Geodia en 1933.
Synonymes
- Alcyonium cidaris Lamarck, 1815

### Étymologie
Le terme cidaris désigne un type de turban porté par les rois de la Perse antique.

### Publication originale
- Lamarck, J.B.P. de Monet, Comte de. (1815 [1814]). Suite des polypiers empâtés. Mémoires du Muséum d'Histoire naturelle, Paris.

## Description

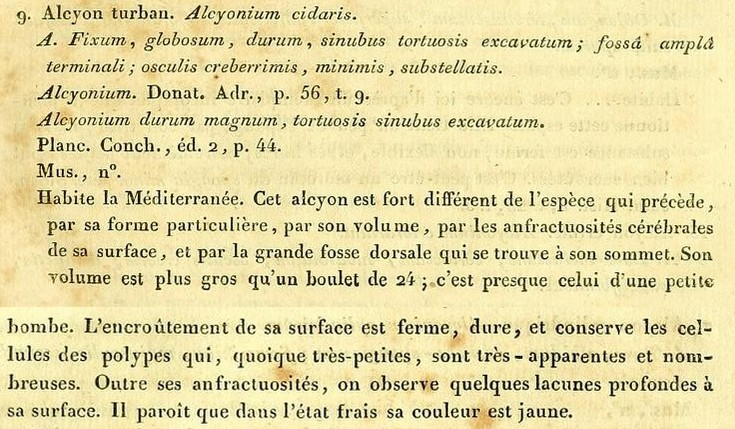
Description dAlcyonium cidaris (Geodia cidaris) par Lamarck en 1815.

## Répartition
L'espèce est présente dans l'ensemble de la mer Méditerranée.